# Remember - Adeur-ui jeonjaeng
Remember - Adeur-ui jeonjaeng (리멤버 – 아들의 전쟁?, lett. Ricorda - La guerra del figlio; titolo internazionale Remember - War of the Son) è una serie televisiva sudcoreana trasmessa su SBS dal 9 dicembre 2015 al 18 febbraio 2016.

## Trama
Seo Jin-woo è ipertisemico, cioè riesce a ricordare quasi ogni giorno della sua vita nel dettaglio, mentre suo padre Seo Jae-hyuk ha perso la memoria dopo aver contratto il morbo di Alzheimer. Quando il padre viene ingiustamente dichiarato colpevole di omicidio, Jin-woo giura di dimostrarne l'innocenza e, quattro anni dopo, diventato avvocato, cerca di consegnare il vero assassino alla giustizia, ma corruzione e tradimenti complicano le cose.

## Personaggi
- Seo Jin-woo, interpretato da Yoo Seung-ho
- Park Dong-ho, interpretato da Park Sung-woong
- Lee In-ah, interpretata da Park Min-young
- Nam Gyu-man, interpretato da Namgoong Min
- Seo Jae-hyuk, interpretato da Jun Kwang-ryul
- Nam Il-ho, interpretato da Han Jin-hee
- Ahn Soo-bum, interpretato da Lee Si-eon
- Suk Joo-il, interpretato da Lee Won-jong
- Nam Yeo-kyung, interpretata da Jung Hye-sung
- Hong Moo-suk, interpretato da Um Hyo-sup
- Kang Suk-gyu, interpretato da Kim Jin-woo
- Tak Young-jin, interpretato da Song Young-kyu
- Pyun San-ho, interpretato da Kim Ji-hoon
- Seol Min-soo, interpretato da Shin Jae-ha
- Song Jae-ik, interpretato da Kim Hyung-bum
- Yeon Bo-mi, interpretata da Lee Jung-eun
- Chae Jin-kyung, interpretata da Oh Na-ra
- Padre di In-ah, interpretato da Jung In-gi
- Madre di In-ah, interpretata da Park Hyun-suk
- Oh Jung-ah, interpretata da Han Bo-bae
- Padre di Jung-ah, interpretato da Maeng Sang-hoon
- Kim Han-na, interpretata da Lee Si-a
- Lee Jung-hoon, interpretato da Lee Seung-hyung

## Ascolti
| Episodio | Data di trasmissione | Dati TNMS           | Dati TNMS                  | Dati AGB            | Dati AGB                   |
| Episodio | Data di trasmissione | A livello nazionale | Area metropolitana di Seul | A livello nazionale | Area metropolitana di Seul |
| -------- | -------------------- | ------------------- | -------------------------- | ------------------- | -------------------------- |
| 1        | 9 dicembre 2015      | 6,6%                | 8,1%                       | 7,2%                | 8,2%                       |
| 2        | 10 dicembre 2015     | 7,9%                | 9,6%                       | 9,7%                | 10,8%                      |
| 3        | 16 dicembre 2015     | 9,6%                | 12,3%                      | 11,7%               | 13,9%                      |
| 4        | 17 dicembre 2015     | 10,0%               | 11,9%                      | 12,1%               | 14,3%                      |
| 5        | 23 dicembre 2015     | 11,2%               | 13,4%                      | 13,4%               | 15,8%                      |
| 6        | 24 dicembre 2015     | 11,4%               | 13,4%                      | 13,4%               | 14,8%                      |
| 7        | 6 gennaio 2016       | 13,2%               | 15,9%                      | 15,7%               | 18,1%                      |
| 8        | 7 gennaio 2016       | 14,2%               | 18,6%                      | 15,6%               | 17,7%                      |
| 9        | 13 gennaio 2016      | 14,6%               | 18,0%                      | 16,4%               | 19,1%                      |
| 10       | 14 gennaio 2016      | 16,2%               | 20,0%                      | 16,4%               | 19,0%                      |
| 11       | 20 gennaio 2016      | 16,1%               | 19,3%                      | 15,1%               | 16,3%                      |
| 12       | 21 gennaio 2016      | 16,6%               | 18,7%                      | 16,6%               | 18,8%                      |
| 13       | 27 gennaio 2016      | 15,6%               | 18,7%                      | 15,1%               | 17,9%                      |
| 14       | 28 gennaio 2016      | 17,6%               | 19,7%                      | 15,6%               | 17,9%                      |
| 15       | 3 febbraio 2016      | 15,3%               | 18,7%                      | 16,3%               | 18,6%                      |
| 16       | 4 febbraio 2016      | 17,8%               | 20,9%                      | 17,0%               | 19,8%                      |
| 17       | 10 febbraio 2016     | 15,9%               | 19,3%                      | 16,3%               | 18,5%                      |
| 18       | 11 febbraio 2016     | 18,3%               | 23,1%                      | 18,0%               | 20,3%                      |
| 19       | 17 febbraio 2016     | 17,9%               | 21,7%                      | 18,1%               | 20,9%                      |
| 20       | 18 febbraio 2016     | 20,1%               | 23,7%                      | 20,3%               | 22,6%                      |
| Media    | Media                | 14,2%               | 17,3%                      | 15%                 | 17,2%                      |

## Colonna sonora
1. Cold (시리다) – K.Will
2. Can You Hear Me? (들리나요) – Jooyoung
3. Hate (미워진다) – Bro
4. Don't You Know (모르나요) – Jang Jae-in
5. Winter Wind (겨울바람) – Jang Han-byul
6. I Can Love You (사랑한다 할 수 있기에) – Bobby Kim
7. Daddy and I
8. Lamentation
9. Rainy Scene
10. Burning Brain
11. Do You Remember Me
12. Frozen Epica
13. Fire Blue
14. Nam Gyu-man
15. Lost Memory
16. Rolled Omelet
17. Wail
18. Last Set

## Riconoscimenti
| Anno | Premio               | Categoria                                                                | Ricevente       | Risultato       |
| ---- | -------------------- | ------------------------------------------------------------------------ | --------------- | --------------- |
| 2016 | Baeksang Arts Awards | Miglior attore (TV)                                                      | Namgoong Min    | Candidato/a     |
| 2016 | Baeksang Arts Awards | Attore più popolare (TV)                                                 | Namgoong Min    | Candidato/a     |
| 2016 | APAN Star Awards     | Premio all'eccellenza, attore in una miniserie                           | Namgoong Min    | Vincitore/trice |
| 2016 | Korea Drama Awards   | Premio alla massima eccellenza, attore                                   | Yoo Seung-ho    | Candidato/a     |
| 2016 | Asia Artist Awards   | Premio miglior celebrità, attore                                         | Namgoong Min    | Vincitore/trice |
| 2016 | SBS Drama Awards     | Gran premio (Daesang)                                                    | Namgoong Min    | Candidato/a     |
| 2016 | SBS Drama Awards     | Premio alla massima eccellenza, attrice in un drama di genere/fantastico | Park Min-young  | Candidato/a     |
| 2016 | SBS Drama Awards     | Premio all'eccellenza, attore in un drama di genere                      | Yoo Seung-ho    | Vincitore/trice |
| 2016 | SBS Drama Awards     | Premio speciale alla recitazione, attore in un drama di genere           | Park Sung-woong | Vincitore/trice |
| 2016 | SBS Drama Awards     | Premio speciale alla recitazione, attore in un drama di genere           | Lee Si-eon      | Candidato/a     |
| 2016 | SBS Drama Awards     | Premio speciale alla recitazione, attrice in un drama di genere          | Jung Hye-sung   | Candidato/a     |
| 2016 | SBS Drama Awards     | Premio stella del hallyu                                                 | Yoo Seung-ho    | Candidato/a     |
| 2016 | SBS Drama Awards     | Miglior lavoratore                                                       | Yoo Seung-ho    | Candidato/a     |
| 2016 | SBS Drama Awards     | Miglior lavoratore                                                       | Lee Si-eon      | Candidato/a     |